# Architekturillustrator
Ein Architekturillustrator, auch 3D Artist genannt,  bezeichnet einen Künstler, der realitätsgetreue Abbildungen (Architekturrendering) von Architektur-Projekten entwickelt.
Die erstellten Visualisierungen oder auch Architekturanimationen werden heute im Planungs-, Entwicklungs- und Marketing-Prozess verwendet, um Ideen vor dem eigentlichen Abschluss vorzustellen und zu simulieren oder diese an Kunden, Eigentümer, Ausschüsse oder die allgemeine Öffentlichkeit zu kommunizieren.
Architektonische Modelle werden dabei häufig bei Präsentationen, Fundraising-Veranstaltungen, Verkaufsgesprächen und Besprechungen über Genehmigungen verwendet.

## Inhalte
Architektur-Illustratoren werden oft von Marketingagenturen bestellt, um weniger komplexe Konzepte oder Gegenstände in die Realität umzusetzen. Der Illustrator modelliert dabei ein Bauwerk in allen relevanten Details in eine visuelle 3D-Darstellung, die sich im Raum drehen oder animieren lässt.
Projekte von größerer Komplexität erfordern meist ein Team, bestehend aus mehreren Illustratoren, die die Arbeitsschritte von der Modellierung, Rendering bis hin zur Postproduktion aufteilen, sowie Projektmanagern, die diese organisieren und eine genaue Kommunikation der Inhalte zum Auftraggeber gewährleisten.

## Software
Es werden spezielle Softwarelösungen verwendet, um endgültige Versionen eines architektonischen Bauwerks zu erhalten.
Darunter zählen hauptsächlich die Programme des Branchenführers Autodesk, aber auch Grafikprogramme von Adobe, mit denen Details und Effekte von Visualisierungen im Rahmen einer Postproduktion optimiert werden.
Die breite Nutzung erfolgt über Software in Bereichen der Visualisierung wie z. B. AutoCAD und Revit (Modellierung), 3ds Max (Rendering) und Adobe Photoshop (stilistische Nachbearbeitung und Integration von Elementen wie Menschen, Hintergründe von Landschaften).

## Branchenvereinigungen
- The American Society of Architectural Illustrators (ASAI)
- New York Society of Renderers
- The Society of Architectural Illustration (SAI)